# Marcilly-sur-Tille
Marcilly-sur-Tille är en kommun i departementet Côte-d'Or i regionen Bourgogne-Franche-Comté i östra Frankrike. Kommunen ligger i kantonen Is-sur-Tille som tillhör arrondissementet Dijon. År 2022 hade Marcilly-sur-Tille 1 734 invånare.

## Befolkningsutveckling
Antalet invånare i kommunen Marcilly-sur-Tille
Referens:INSEE